# Omorgus persuberosus
Omorgus persuberosus är en skalbaggsart som beskrevs av Patricia Vaurie 1962. Omorgus persuberosus ingår i släktet Omorgus och familjen knotbaggar. Inga underarter finns listade i Catalogue of Life.